# Falate
Falate (nep. फलाँटे) – gaun wikas samiti we wschodniej części Nepalu w strefie Kośi w dystrykcie Dhankuta. Według nepalskiego spisu powszechnego z 2001 roku liczył on 559 gospodarstw domowych i 3044 mieszkańców (1573 kobiet i 1471 mężczyzn).